# راد لیور آرنا
راد لیور آرنا (انگلیسی: Rod Laver Arena) یک ورزشگاه چند منظوره در شهر ملبورن، استرالیا است.
این ورزشگاه که در ملبورن پارک قرار دارد در سال ۱۹۸۸ میلادی تأسیس شده و ۱۵٬۰۰۰ نفر ظرفیت دارد و به افتخار راد لیور تنیس‌باز مطرح استرالیایی نام‌گذاری شده است. ورزشگاه راد لیور میزبان تنیس آزاد استرالیا از سال ۱۹۸۸ تاکنون می‌باشد.

## نگارخانه

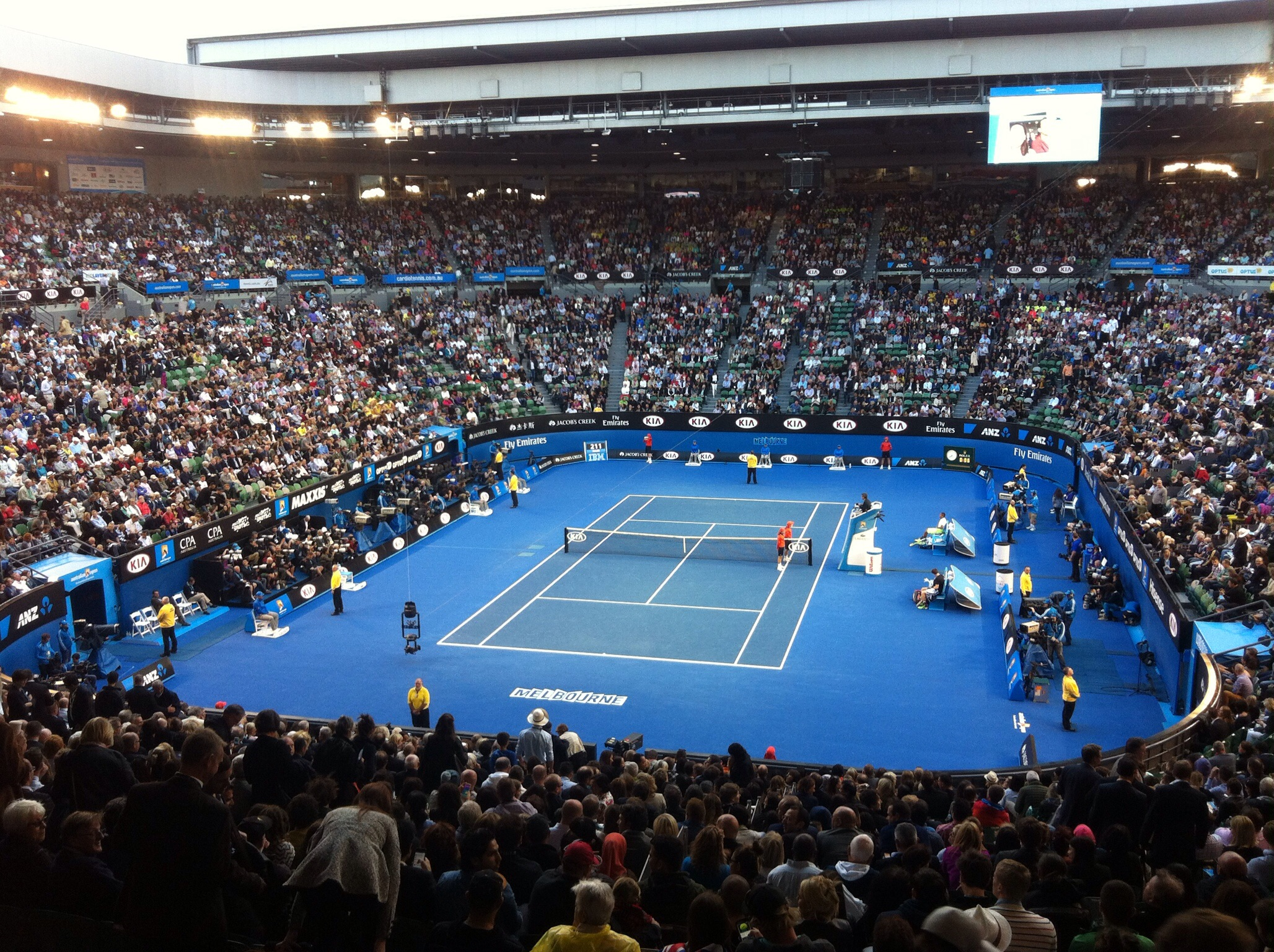
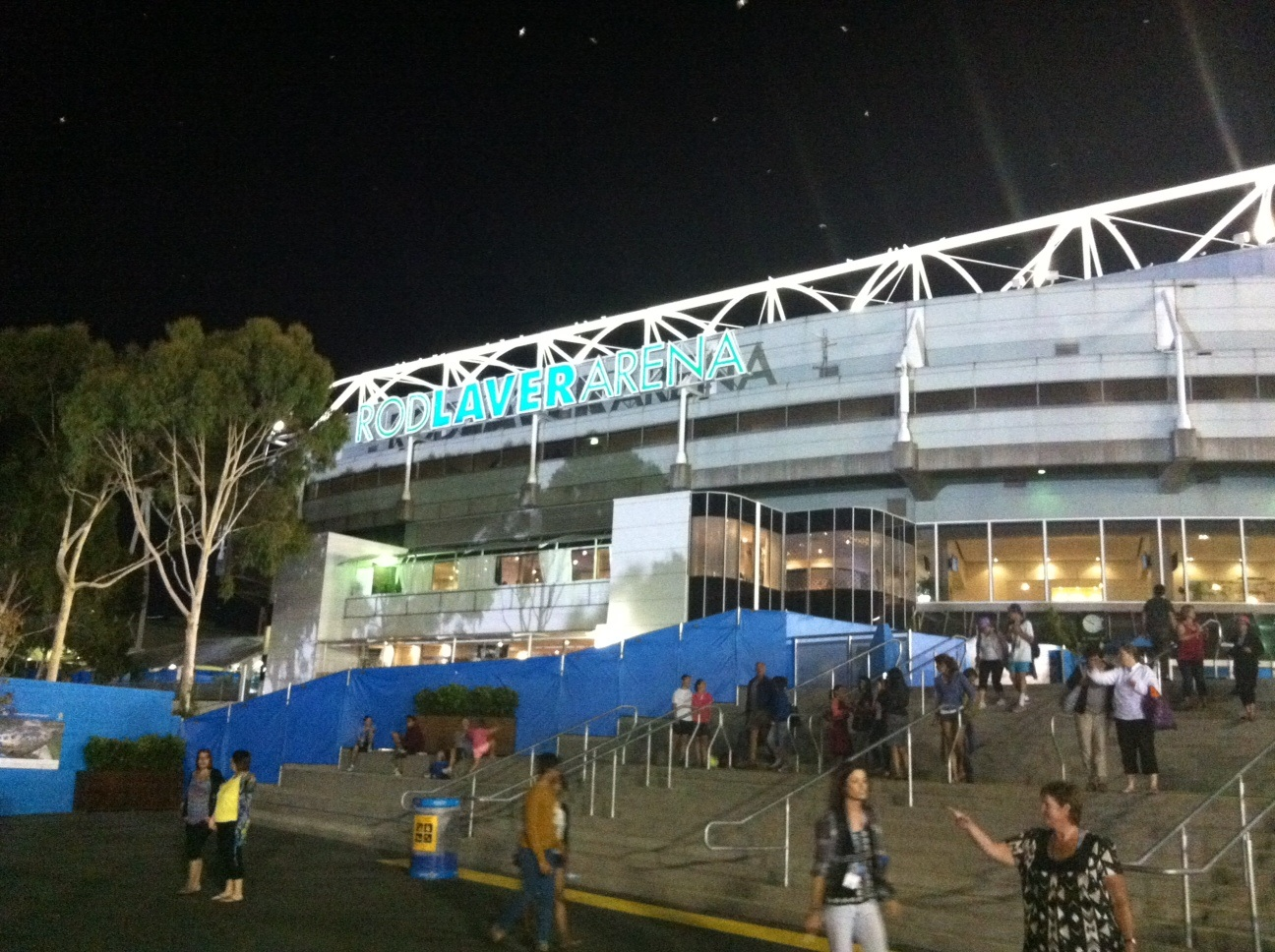
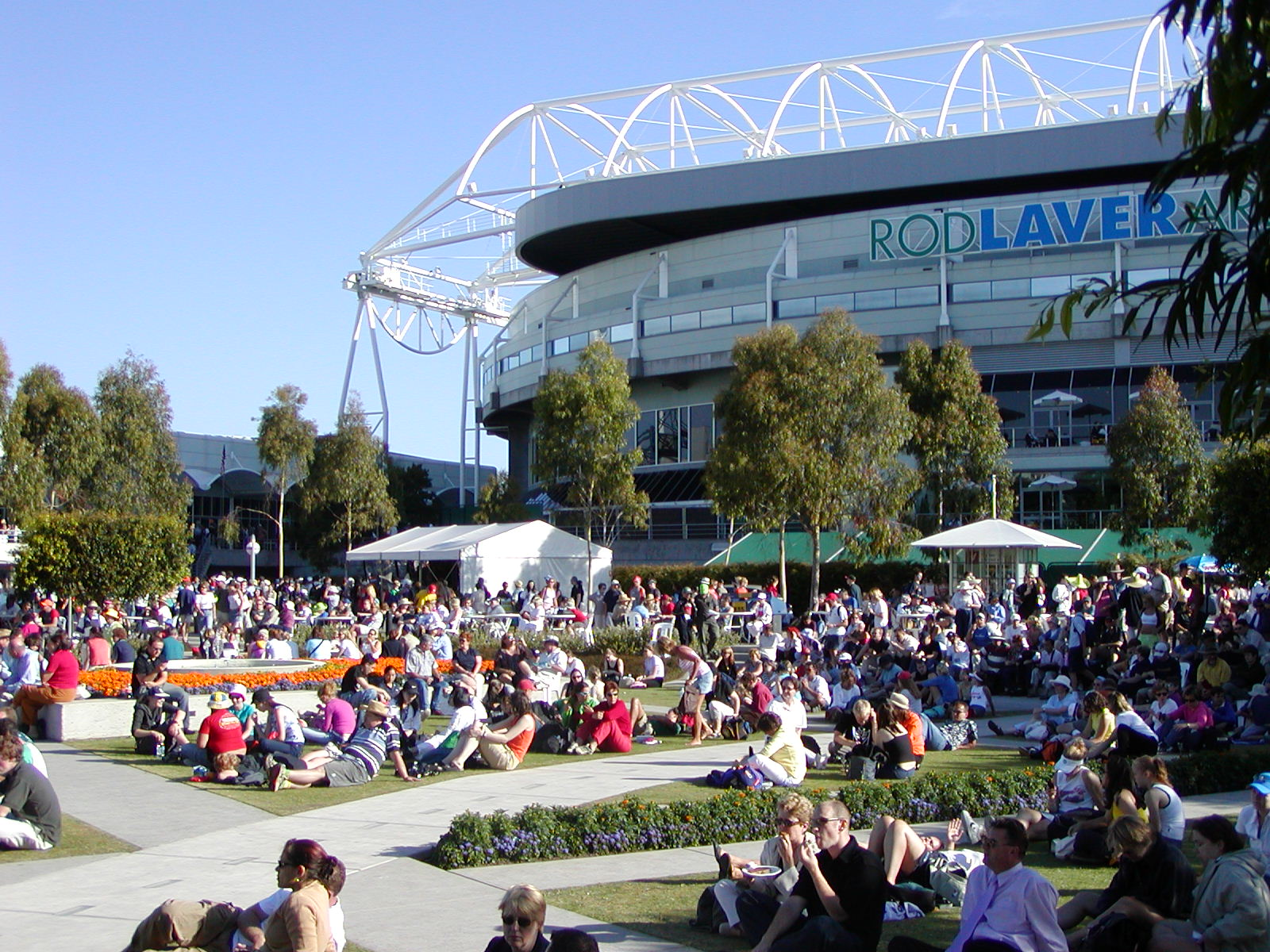
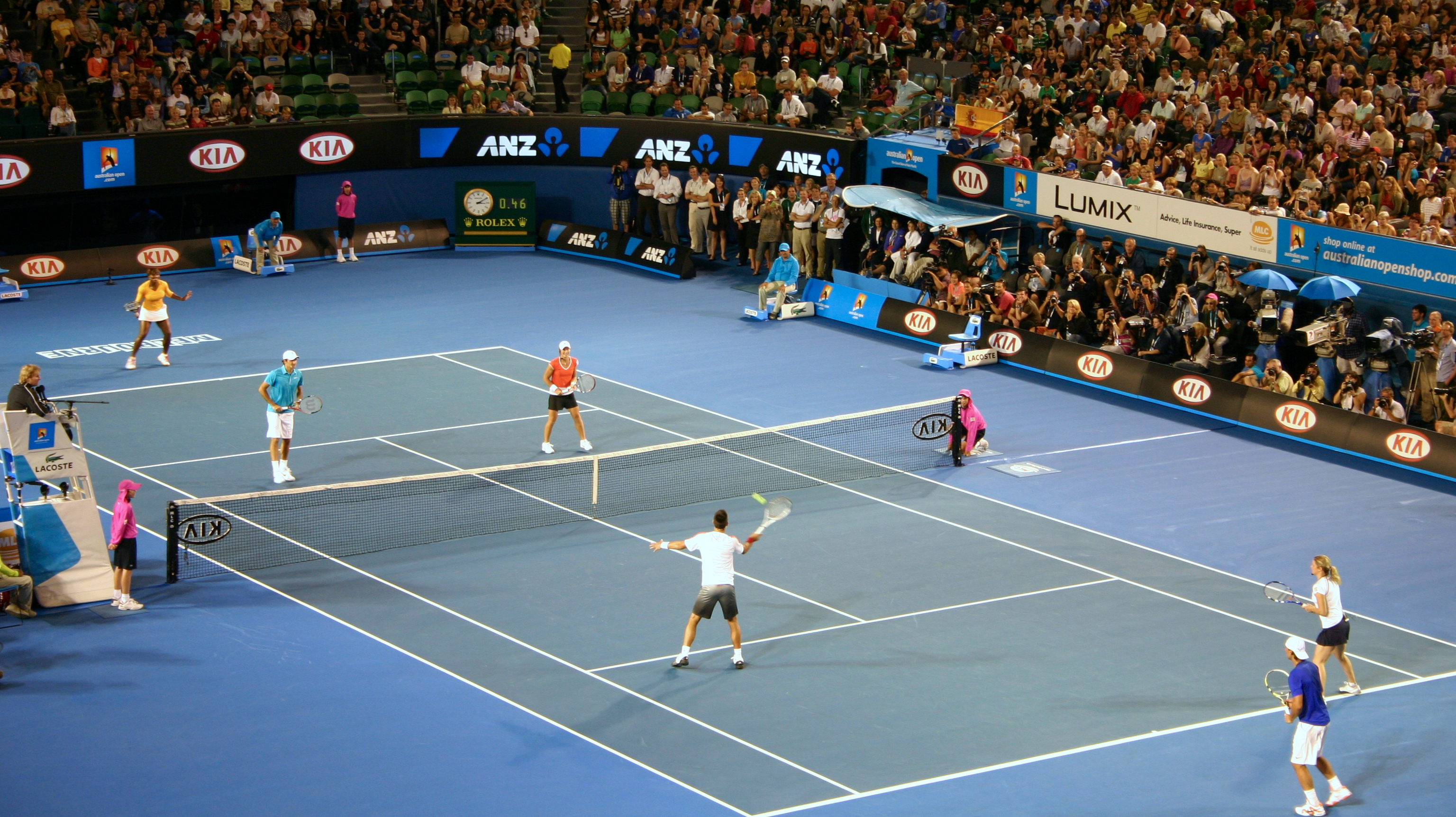
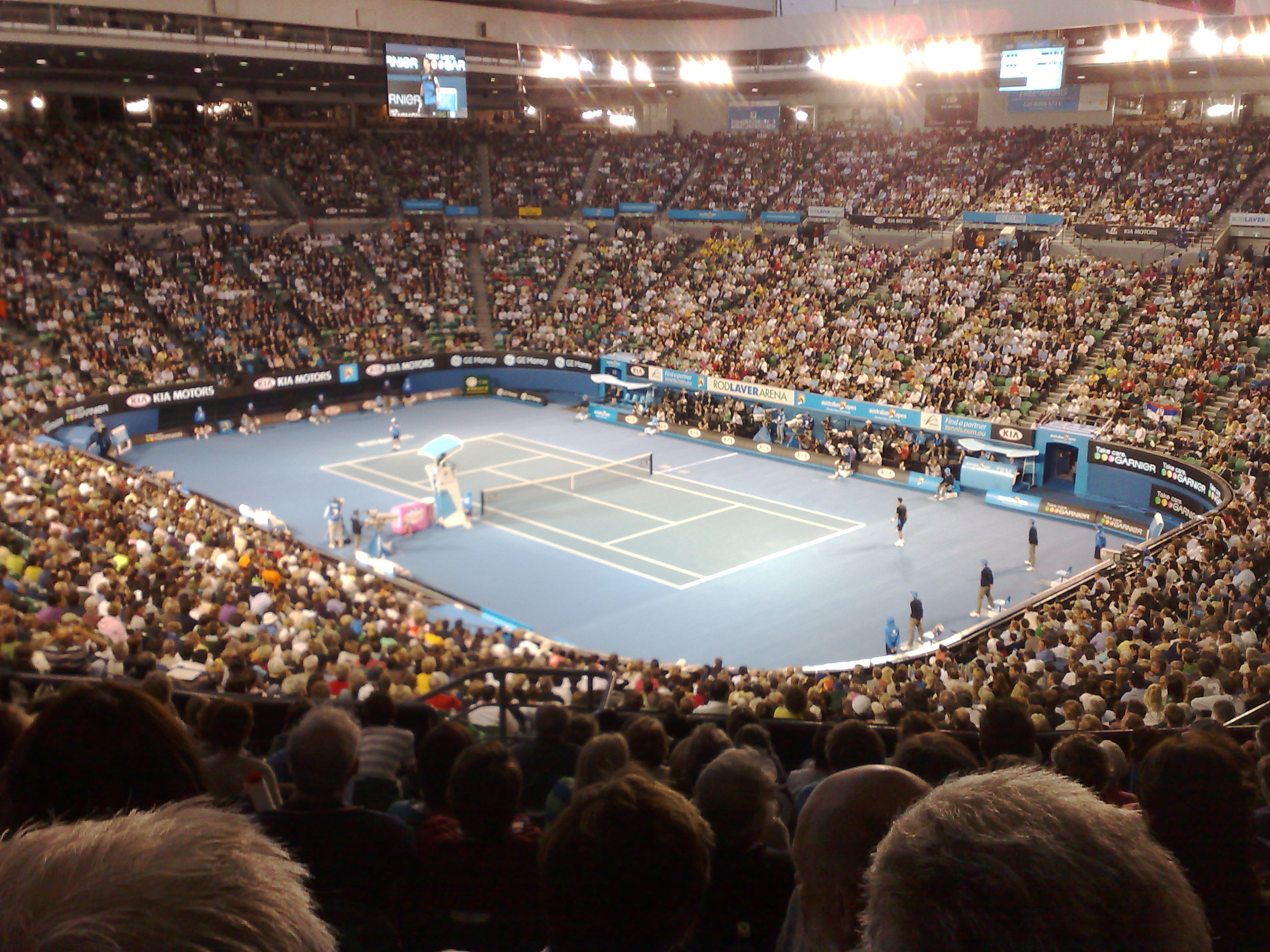